# Henricia iodinea
Henricia iodinea är en sjöstjärneart som beskrevs av Clark och Jewett 20. Henricia iodinea ingår i släktet Henricia och familjen krullsjöstjärnor. Inga underarter finns listade i Catalogue of Life.